# 茨埃姆佩站
茨埃姆佩站是里加-陶格夫匹尔斯铁路线上的一个火车站，车站建于1929年。